# Scaptotrigona wheeleri
Scaptotrigona wheeleri (Cockerell, 1913) — вид безжальных пчёл из трибы Meliponini семейства Apidae. 

## Распространение
Неотропика: Коста-Рика, Сальвадор (El Salvador, La Libertad), Гватемала (Alta Verapaz, Escuintla, Quezaltenango, Suchitepéquez, Zacapa).

## Описание
Обнаружены в стволах акаций (Acacia) вместе с муравьями Solenopsis geminata американским мирмекологом Уильямом Уилером, в честь которого и были названы (первоначально как подвид Trigona bipunctata wheeleri).